# Zygaena rosinae
Zygaena rosinae is een vlinder uit de familie van de bloeddrupjes (Zygaenidae). De wetenschappelijke naam van de soort is voor het eerst geldig gepubliceerd in 1902 door Max Korb.